# Biosphärenreservat Beaver Hills
Das Biosphärenreservat Beaver Hills (englisch Beaver Hills Biosphere Reserve, französisch Réserve de la biosphère de Beaver Hills) ist ein im Jahr 2016 von der UNESCO, nach dem Programm Der Mensch und die Biosphäre (englisch Man and the Biosphere Programme (MAB)), anerkanntes Biosphärenreservat. Es liegt im östlichen Zentrum, etwa 30 Kilometer östlich von Edmonton, in der kanadischen Provinz Alberta und ist eins der jüngsten der kanadischen Biosphärenreservate. Zum Kerngebiet des Biosphärenreservates in den Beaver Hills, in der Region Zentral-Alberta, gehören unter anderem der Elk-Island-Nationalpark sowie der Miquelon Lake Provincial Park. Der Beaverhill Lake liegt östlich des Biosphärenreservates und gehört nicht zu diesem, während der Cooking Lake im Reservat liegt.
Das Biosphärenreservat Beaver Hills ist eines von derzeit 19 Biosphärenreservaten in Kanada und neben dem Biosphärenreservat Waterton eins von zwei dieser Schutzgebiete in der Provinz.